# フローンホーフェン
フローンホーフェン (独: Fronhofen)はドイツ連邦共和国 ラインラント＝プファルツ州ライン＝フンスリュック郡にある町村。ジンメン連合自治体 (独: Verbandsgemeinde Simmern/Hunsrück) に属している。

## 地理

### 位置
フンスリュック山地の中央部、ビーバー渓谷(独: Biebertal)にあり、 ドイツ連邦道路50号線と、フンスリュック高原道路（独: Hunsrückhöhenstraße 、フンスリュックを通過する景色のよい道で、もともとは軍事道路としてヘルマン・ゲーリングの命令で作られた）との間に位置する。
標高370-408mの傾斜地にある。